# نيكولاس دنلوب
نيكولاس دنلوب (بالإنجليزية: Nicholas Dunlop)‏ هو مسير أعمال نيوزلندي، ولد في 7 نوفمبر 1956 في ويلينغتون في نيوزيلندا.